# Magnolia sororum
Magnolia sororum là một loài thực vật có hoa trong họ Magnoliaceae. Loài này được Seibert mô tả khoa học đầu tiên năm 1938.